# Effi Rabsilber
Effi Rabsilber (* 14. Januar 1978 in Schkeuditz, DDR) ist eine deutsche Schauspielerin.

## Leben
Effi Rabsilber erhielt ihre Bühnenausbildung (Schauspiel, Gesang und Tanz) an der Theaterakademie August Everding in München (1996–2000). 1999 gewann sie einen Förderpreis beim Bundeswettbewerb Gesang. 2003 erhielt sie den Publikumspreis „Das beste Tanzsolo“ (Hey Schöpfer) beim Festival euro-scene Leipzig.
Sie begann ihre Theaterlaufbahn am Metropoltheater München (1998/1999) als Käthchen in The Black Rider von Tom Waits unter der Regie von Jochen Schölch. Es folgten Theaterengagements am Prinzregententheater München (2001; als Emmeline in King Arthur, Regie: Claus Guth) und am Thalia Theater Halle (2002, u. a. als Lady Milford in Kabale und Liebe, Regie: Frieder Venus).
Anschließend war sie in der freien Theaterszene aktiv, u. a. am Theater am Halleschen Ufer Berlin (2002; 2003) und im Hebbel am Ufer in Berlin (2004, Epidemic nach Lars von Trier, Regie: Sebastian Baumgarten) und in den Berliner Sophiensælen (2008; in Nico. Sphinx aus Eis nach Werner Fritsch, Regie: Oliver Sturm). Sie machte Aktionstheater, wirkte in mehreren Tanz-Projekten und -Performances mit und nahm mit eigenen Stücken an Festivals teil (u. a. Festival Politik im freien Theater Berlin, Electric Renaissance im Rahmen der Händelfestspiele Halle, Rodeo München, Potsdamer Tanztage).
Schwerpunkte ihrer Bühnentätigkeit sind mittlerweile Performance, Improvisation und Tanz. In Griechenland arbeitet sie u. a. mit dem Tänzer und Choreographen Ioannis Mandafounis (2017, Mayabuff. A Majakovsky Delirium, Griechisches Nationaltheater), dessen Company 2020 ihr Solo Spinning Wheel produziert.
Rabsilber ist auch als Film- und Fernsehschauspielerin tätig. Sie spielte in Kinofilmen wie Confession of a Child of the Century (Regie: Sylvie Verheyde), 1000 Kings (2019, Regie: Bidzina Kanchaveli), Interruption (2015, Regie: Yorgos Zois) und zahlreichen Kurzfilmen, die zum Schwerpunkt ihres filmischen Schaffens gehören.
In dem Fernsehdrama Schuldig (2009) spielte sie die Studentin Lea Freudner, die nach einem Verkehrsunfall, bei dem sie von einer erfolgreichen Wissenschaftsjournalistin und Professorin angefahren wurde, mit einer Querschnittlähmung im Rollstuhl sitzt. Im Frankfurter Tatort: Weil sie böse sind (Erstausstrahlung: Januar 2010) spielte sie eine Nebenrolle als Esther von Hardendorf, die dem Tatverdächtigen ein falsches Alibi verschafft.
In John Bocks Film Unheil (2018) spielte sie neben Lars Eidinger die weibliche Hauptrolle.
Episodenrollen hatte sie außerdem in den Fernsehserien Großstadtrevier (2006; als attraktive, vermeintliche Prostituierte Chantal Maranowski), Küstenwache (2009; als frisch vermählte Ehefrau, deren Mann verschwindet, an der Seite von Guido Broscheit), SOKO Wismar (2010; als Umweltaktivistin und Naturschützerin Anne Dahrscheid) und Der Kriminalist (2017; als untreue Ehefrau). In der 9. Staffel der ZDF-Serie Letzte Spur Berlin (2020) übernahm sie eine der Episodenhauptrollen als Zeugin Tina Mittelstädt, in deren Haus vor etwa 30 Jahren die Schwester des Ermittlers Alexander von Tal (Aleksandar Radenkovic) ermordet wurde. In der 17. Staffel der ZDF-Serie Notruf Hafenkante (2022) spielte sie die Polizeipsychologin Laura Gahlen.
Rabsilber arbeitet außerdem als Sprecherin für Hörspiele und Hörbücher, u. a. in Otherland (2005; Hessischer Rundfunk), Tschick (2010; NDR Studio Hamburg) und in Reise um die Erde in 80 Tagen (2005; MDR als junge Witwe Aouda).
Rabsilber lebt seit 2010 abwechselnd in Deutschland (Berlin) und in Griechenland.

## Filmografie (Auswahl)
- 2000: Vampirwind (Kurzfilm)
- 2006: Großstadtrevier (Fernsehserie; Folge: Wahre Liebe)
- 2006: Zwei Engel für Amor (Fernsehserie; Serienrolle)
- 2009: Schuldig (Fernsehfilm)
- 2009: Küstenwache (Fernsehserie; Folge: bis dass der Tod uns scheidet)
- 2010: Tatort: Weil sie böse sind (Fernsehreihe)
- 2010: SOKO Wismar (Fernsehserie; Folge: Gut angelegt)
- 2010: Narben im Beton (Kurzfilm)
- 2011: Der Spiegel des Lord Patschog (Kurzfilm)
- 2012: Confession (Kinofilm)
- 2013: Das Problem des Schnellstfluges (Kurzfilm)
- 2015: Nach dem Spiel (Kurzfilm)
- 2016: Nackt (Kurzfilm)
- 2017: Der Kriminalist (Fernsehserie; Folge: Schattenmädchen)
- 2019: 1000 Könige (Kinofilm)
- 2020: Letzte Spur Berlin (Fernsehserie; Folge: Memory)
- 2021: SOKO Potsdam (Fernsehserie; Folge: Vom Himmel gefallen)
- 2022: Notruf Hafenkante (Fernsehserie; Folgen: Mein Baby gehört zu mir; Hoch zu Ross; Neues Spiel, neues Glück)
- 2023: SOKO Leipzig (Fernsehserie; Folge: Wenn du schläfst)

## Hörspiele (Auswahl)
- 2003: Dylan Thomas: Unter dem Milchwald (Mae Rose Cottage) – Bearbeitung und Regie: Götz Fritsch (Original-Hörspiel – MDR)
- 2023: Die andere Frida – Autorinnen: Leticia Milano und Tina Müller – Regie: Claudia Johanna Leist – WDR[14]
- 2023: Eva Strasser: Tannenklirren (Mia) – Regie:  Mark Ginzler und Susanne Janson (Original-Hörspiel – SRF)
- 2025: Sabine Ballbach, Sonja Cöster und Lena Gouverneur: Kyllroth. Tödliche Heimkehr 1917, (Hörspiel - WDR)[15]